# Anglo-argentinos
Os anglo-argentinos são cidadãos da Argentina ou filhos de cidadãos argentinos criados na Argentina, que podem alegar ascendência originária da Inglaterra. O assentamento inglês na Argentina (a chegada de emigrantes ingleses), ocorreu no período após a independência da Argentina da Espanha até o século XIX. Ao contrário de muitas outras ondas de imigração para a Argentina, os imigrantes ingleses geralmente não estavam deixando a Inglaterra por causa da pobreza ou perseguição, mas foram para a Argentina como magnatas e grandes proprietários de terras.
O Reino Unido exerceu uma forte influência econômica na Argentina durante o período vitoriano. No entanto, a posição dos anglo-argentinos se complicou quando sua influência econômica foi finalmente corroída pela nacionalização de muitas empresas de propriedade britânica por Juan Perón na década de 1940 e depois pela Guerra das Malvinas em 1982. Argentinos notáveis, como os ex-presidentes Raúl Alfonsín e Carlos Pellegrini, o aventureiro Lucas Bridges, o ex-jogador e presidente do clube de futebol Huracán Carlos Babington e o escritor Jorge Luis Borges são parcialmente descendentes de ingleses.

## Imigração inglesa
Os ingleses chegaram a Buenos Aires em 1806 (então uma colônia espanhola) em pequenos números, principalmente como empresários, quando a Argentina era uma nação emergente e os ingleses foram bem-vindos pela estabilidade que trouxeram à vida comercial. No decorrer do século XIX, mais famílias inglesas chegaram e muitas compraram terras para desenvolver o potencial dos pampas argentinos para o cultivo em larga escala. Os ingleses fundaram bancos, desenvolveram o comércio de exportação de produtos agrícolas e animais e importaram os luxos que a crescente classe média argentina buscava.
Além dos que foram para a Argentina como magnatas e grandes proprietários de terras, outros foram como engenheiros ferroviários, engenheiros civis e para trabalhar em bancos e no comércio. Outros foram para se tornar baleeiros, missionários ou simplesmente para buscar um futuro melhor. As famílias inglesas enviaram seus filhos mais jovens, ou os que eram descritos como a "ovelha negra" da família, para a Argentina para trabalhar com gado e trigo. Os ingleses introduziram o futebol na Argentina. Algumas famílias inglesas possuíam plantações de açúcar.

## História
Em um tratado de 1825, o Reino Unido se tornou um dos primeiros países a reconhecer a independência da Argentina. As chegadas e os investimentos ingleses desempenharam um papel importante no desenvolvimento das linhas ferroviárias e de bonde argentinas, bem como na agricultura, pecuária, processamento, refrigeração e exportação da Argentina. Em determinado momento do século XIX, dez por cento dos investimentos estrangeiros britânicos estavam na Argentina, apesar de não ser uma colônia inglesa. Em 1939, 39% dos investimentos na Argentina eram britânicos.

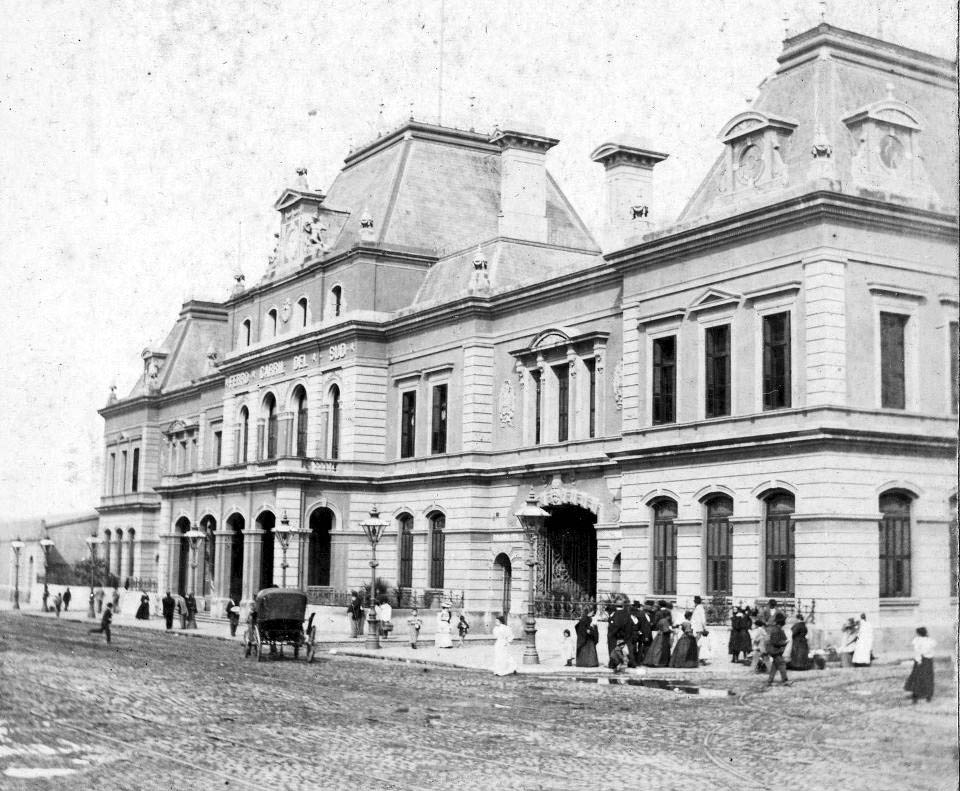
Estação de trem Constitución em Buenos Aires. Inaugurada em 1907 por empreendedores britânicos, é a estação mais movimentada da Argentina.

A cultura inglesa, ou uma versão dela percebida de fora, teve um efeito notável na cultura da Argentina, principalmente na classe média. Em 1888, os anglo-argentinos locais fundaram o Hurlingham Club, baseado em seu homônimo de Londres. A cidade de Hurlingham, em Buenos Aires, e o município de Hurlingham, na província de Buenos Aires, cresceram mais tarde em torno do clube e receberam seus nomes a partir dele. O Córdoba Athletic Club, um dos clubes esportivos mais antigos da Argentina, foi fundado em 1882 por ingleses que moravam em Córdoba e trabalhavam para as ferrovias.
Em 1912, a conhecida loja de departamentos londrina Harrods abriu uma unidade em Buenos Aires; a única Harrods aberta fora de Londres. A Harrods Buenos Aires tornou-se independente da Harrods na década de 1940, mas ainda era comercializada com o nome Harrods.

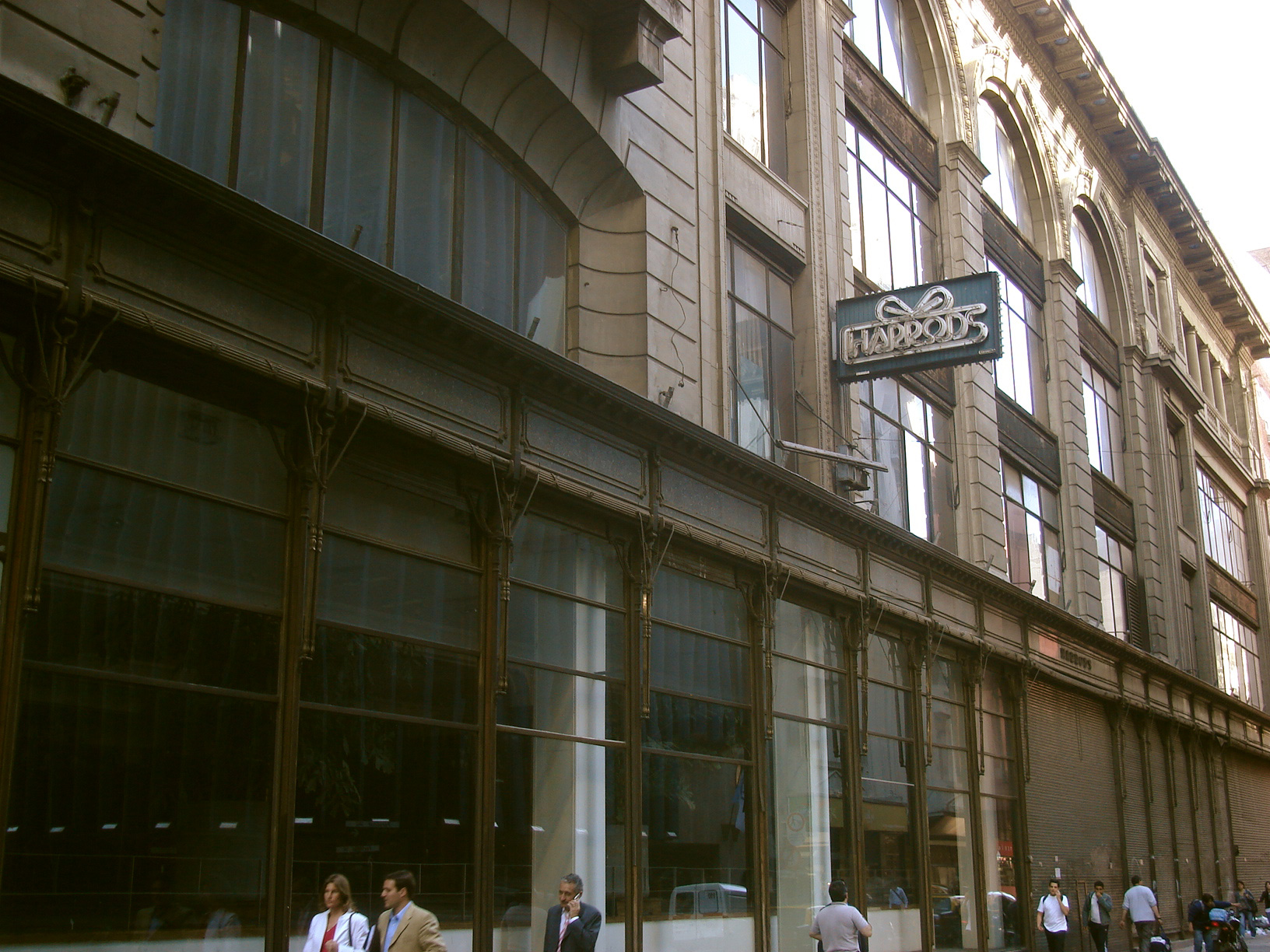
Harrods na Rua Florida. Inaugurada em 1912 como sua única filial no exterior, ela fechou em 1996 e agora é um salão de exposições.

O chá da tarde tornou-se padrão entre grandes segmentos da população e gerou a popular merienda, um lanche da tarde também conhecido simplesmente como la leche (leite) porque era servido com chá ou leite com chocolate e doces. A cafeteria Richmond, na Rua Florida, é um notável local de chá próximo à loja de departamentos Harrods, hoje um salão de exposições.
Chalés ajardinados construídos por executivos ferroviários perto de estações ferroviárias em subúrbios como Banfield, Temperley, Munro, Ranelagh e Hurlingham davam uma atmosfera inglesa às áreas locais de Buenos Aires, especialmente no inverno, quando envoltos em névoas cinzentas e folhas de carvalho caídas sobre os paralelepípedos. Belgrano R, no distrito de Belgrano, é outra estação de trem conhecida pelo bairro britânico ao seu redor, originado pela ferrovia. Uma igreja anglicana de 1896 e a Buenos Aires English High School, fundada por Alexander Watson Hutton em 1884, estão ambas nessa área. Também são importantes os terminais ferroviários Retiro, no bairro de Retiro, e Constitución. Há várias estações rurais nos Pampas.

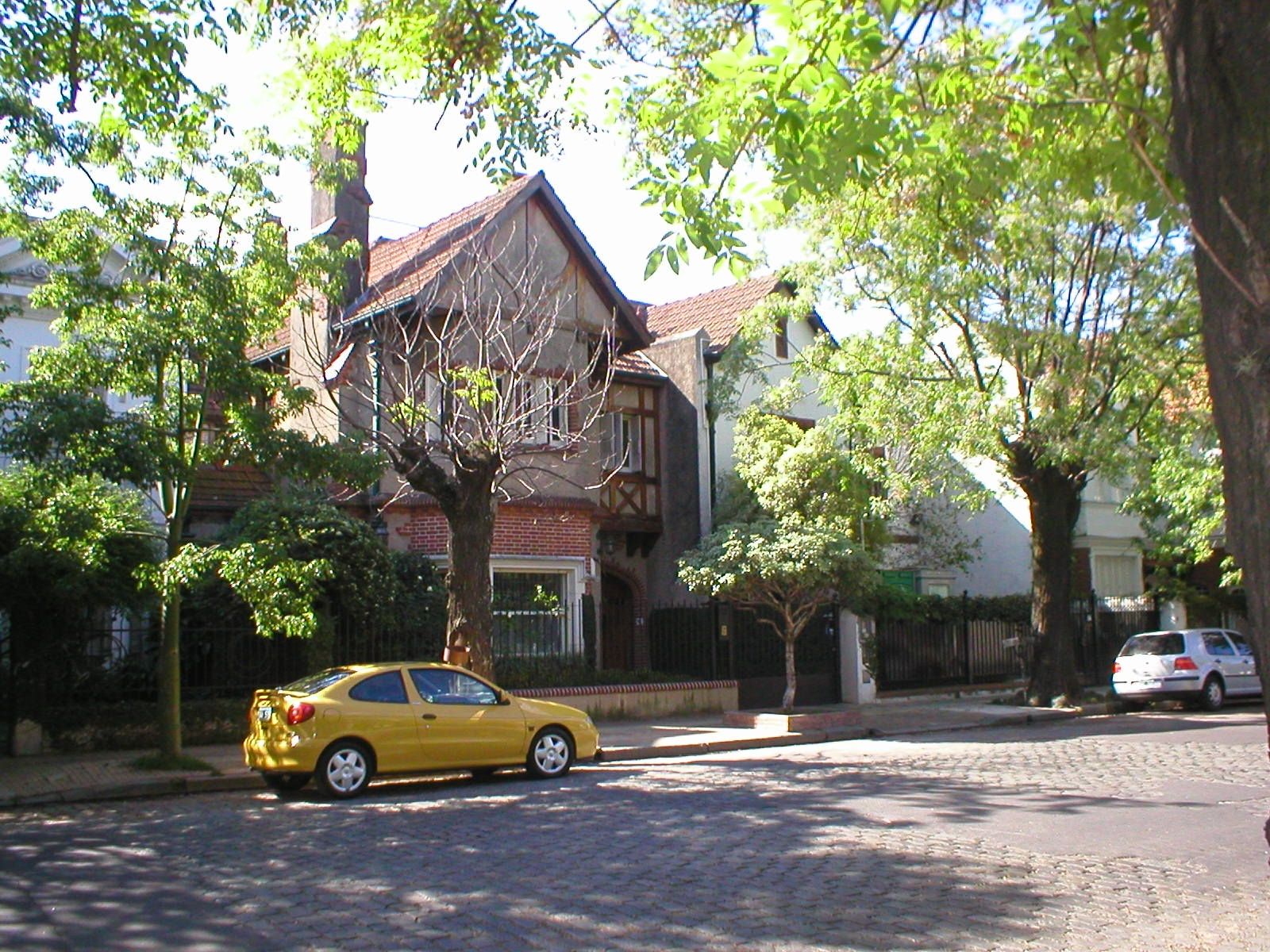
Casas em estilo inglês em uma rua residencial em Belgrano R

Cerca de 100.000 anglo-argentinos são descendentes de imigrantes ingleses na Argentina. Eles são um dos grupos de imigrantes mais bem-sucedidos da Argentina, ganhando destaque no comércio, na indústria e em muitas profissões. Muitos falam inglês fluentemente em casa. Um jornal em inglês, o Buenos Aires Herald, foi publicado diariamente em Buenos Aires de 1876 a 2017.
Os anglo-argentinos tradicionalmente se diferenciam de seus compatriotas argentinos por manterem, em grande parte, fortes laços com sua pátria mãe, incluindo educação e comércio. Há muitas escolas na Argentina que são bilíngues, oferecendo um currículo britânico em inglês e o currículo argentino padrão em espanhol, incluindo Northlands School, St. Mark's College, Balmoral College, St. Alban's College, St. George's College, Belgrano Day School e Washington School. Buenos Aires tinha várias filiais da Associação Argentina de Cultura Inglesa e, durante todo o século XX, o aprendizado e o ensino da língua inglesa em escolas públicas e instituições particulares eram invariavelmente voltados para a Received Pronunciation. Muitas escolas particulares para meninos têm um uniforme de blazers azuis e calças de flanela cinza.
A Sociedade Anglo-Argentina, com sede em Londres, foi fundada em 1948 e tem cerca de 900 membros. É uma sociedade para argentinos que vivem no Reino Unido, especialmente aqueles com herança anglo-argentina. Um de seus principais objetivos é promover a compreensão e a amizade entre os dois países. Também em Londres está o Canning Club, anteriormente conhecido como Argentine Club até que Juan Perón nacionalizou as empresas britânicas sediadas na Argentina, a principal fonte de receita do clube na década de 1940. O clube é para pessoas com um vínculo particular ou interesse especial na Argentina e em outros países latino-americanos.
O bairro de Coghlan, em Buenos Aires, conhecido por suas grandes residências em estilo inglês, foi originalmente habitado por imigrantes ingleses e irlandeses. Caballito contém uma área chamada de "Distrito Inglês".
Em 1794, o Império Britânico abriu um consulado em San Nicolás, o que levou ao desenvolvimento de uma grande comunidade britânica na área, que ficou conhecida como "bairro inglês". Eles fundaram a Sociedade de Comerciantes Ingleses em 1810 e, em 1822, o Consulado Britânico passou a abrigar o primeiro banco moderno de Buenos Aires.

## Segunda Guerra Mundial
Durante a Segunda Guerra Mundial, 4.000 argentinos serviram nas três Forças Armadas do Reino Unido, embora a Argentina fosse oficialmente um país neutro durante a guerra. Mais de 600 voluntários argentinos serviram na Força Aérea Real e na Força Aérea Real Canadense, principalmente no Esquadrão 164 Argentino-Britânico da Força Aérea Real, cujo escudo ostentava o sol da bandeira da Argentina e o lema "Determined We Fly (Determinados Voamos)". Muitos membros da comunidade anglo-argentina também foram voluntários em funções não relacionadas a combate ou trabalharam para arrecadar dinheiro e suprimentos para as tropas britânicas. Em abril de 2005, um serviço especial de lembrança foi realizado na igreja da Força Aérea Real de St Clement Danes, em Londres.
Cerca de 500 argentinos serviram na Marinha Real em todo o mundo, do Atlântico Norte ao Pacífico Sul. Muitos faziam parte das forças especiais, como John Godwin.

## Guerra das Malvinas
Ao considerar a resposta britânica ao desembarque argentino nas Ilhas Malvinas em 1982, no início da Guerra das Malvinas, a primeira-ministra britânica, Margaret Thatcher, foi avisada do risco potencial que uma resposta militar poderia representar para os anglo-argentinos. No entanto, o risco não se concretizou e as pessoas de origem britânica não foram ameaçadas. As relações diplomáticas entre os dois países foram rompidas naquele ano e normalizadas em 1990.

## Lugares com nomes em inglês

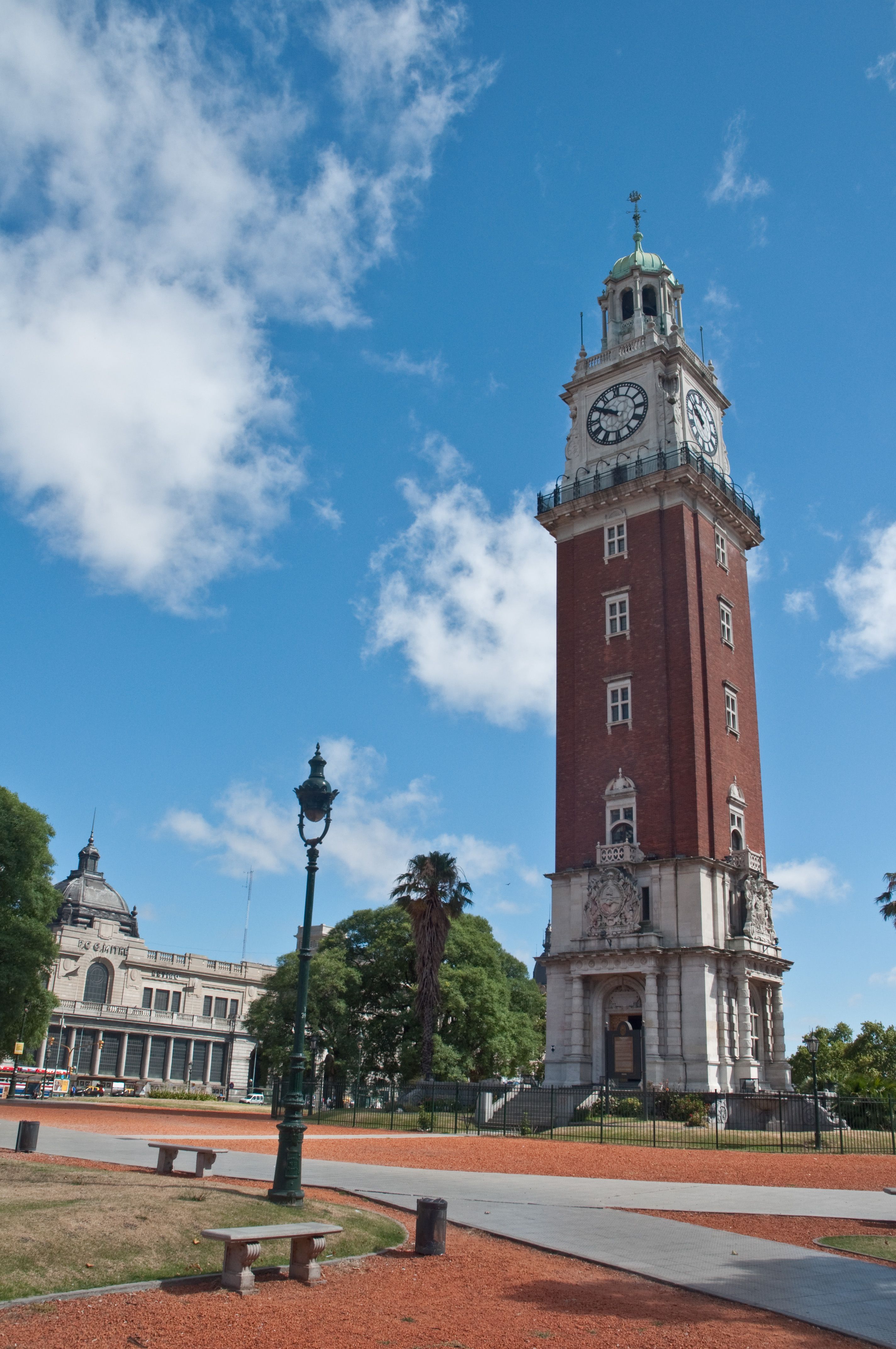
A Torre de los Ingleses (Torre dos Ingleses), agora oficialmente conhecida como Torre Monumental na Plaza Fuerza Aérea Argentina (Praça da Força Aérea Argentina), anteriormente conhecida como Plaza Británica (Praça Britânica).

Na Argentina, várias cidades têm nomes de lugares em inglês. Entre elas, Banfield, que recebeu esse nome em homenagem a Edward Banfield. Wilde, Buenos Aires, batizada em 1888 por Eduardo Wilde em homenagem a seu tio, Dr. José Antonio Wilde, que era um anglo-argentino. Hurlingham, Buenos Aires e Hurlingham Partido receberam seu nome do Hurlingham Club, em torno do qual a cidade de Hurlingham cresceu. Outras incluem a cidade de Lincoln, Washington e City Bell, uma pequena cidade no município de La Plata, província de Buenos Aires, que foi fundada por volta de 1900 por imigrantes ingleses e que recebeu o nome de seu fundador, George Bell. Temperley recebeu esse nome em homenagem ao comerciante industrial e têxtil George Temperley, que nasceu em 1823 em Newcastle upon Tyne, na Inglaterra. Ele ajudou a criar o município de Lomas de Zamora e possibilitou a fundação da cidade de Temperley. Allen, Río Negro, recebeu esse nome em homenagem a Charles Allen, que gerenciou a construção da estação de trem da cidade.
A Torre de los Ingleses ("Torre dos Ingleses"), em Buenos Aires, foi rebatizada como Torre Monumental após a Guerra das Malvinas.

## Colônias inglesas na Argentina
A cidade de Villa María, na província de Córdoba, foi co-fundada por famílias inglesas.

## Esporte

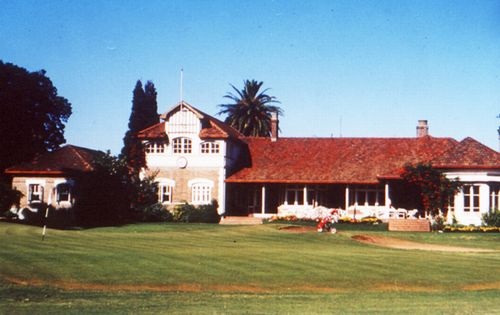
San Andrés Golf Club, San Martín, Província de Buenos Aires.

Esportes como futebol, tênis, rúgbi union, hóquei, golfe, críquete e polo foram introduzidos na Argentina pelos ingleses.

### Polo
O polo foi jogado pela primeira vez na Argentina no Hurlingham Club e a Associação Argentina de Polo foi fundada no clube em 1922. Desde então, a Argentina se tornou uma potência dominante no polo internacional, e o Campeonato Argentino Abierto de Polo é realizado anualmente desde 1893 no Campo Argentino de Polo, em Buenos Aires.

## Futebol

O Alumni (fotografado em 1902) foi um clube de futebol bem-sucedido formado por alunos da Buenos Aires English High School que contribuiu muito para a popularidade e a consolidação do futebol na Argentina.

Trabalhadores ferroviários ingleses do norte da Inglaterra fundaram o Buenos Aires Football Club em 9 de maio de 1867 na Temple Street (atual Viamonte) em uma reunião organizada pelos irmãos Thomas e James Hogg, originários de Yorkshire. A primeira partida de futebol disputada na Argentina foi realizada no Buenos Aires Cricket Club, em Palermo, Buenos Aires, em 20 de junho de 1867. A partida foi disputada entre duas equipes de comerciantes britânicos, os White Caps e os Red Caps.
O Alumni Athletic Club foi fundado em 1898 como "English High School" (levando o nome da escola de origem do time), e o clube foi o mais bem-sucedido durante os primeiros anos do futebol na Argentina. A equipe estreou na temporada inaugural da recém-formada Associação de Futebol Argentino em 1893 e jogou novamente em 1895 e 1900 com seu nome original. Em 1901, mudou seu nome para "Alumni". Eles continuaram a jogar na liga até a dissolução do clube em 1911.
As turnês dos clubes de futebol britânicos pela América do Sul contribuíram para a disseminação e o desenvolvimento do futebol na região durante os primeiros anos do século XX. O primeiro clube a excursionar pela região foi o Southampton F.C. em 1904, seguido por várias equipes (principalmente da Inglaterra, embora alguns clubes da Escócia também tenham visitado a América do Sul) até 1929, sendo o Chelsea F.C. a última equipe a excursionar.
Naquela época, os times britânicos eram considerados os melhores do mundo e alguns deles serviram de inspiração para a fundação de clubes de futebol na Argentina, ajudados pela imigração de cidadãos britânicos que chegaram para trabalhar em empresas britânicas (principalmente na construção de ferrovias). Os clubes fundados por trabalhadores ferroviários ingleses foram o Ferrocarril Midland (Buenos Aires Midland Railway), o Ferro Carril Oeste (Buenos Aires Western Railway), o Talleres de Córdoba (Córdoba Central Railway) e o Rosario Central (originalmente "Central Argentine Railway Athletic Club", fundado por trabalhadores da Central Argentine Railway).
Outros exemplos de clubes fundados por imigrantes britânicos na América do Sul são o Belgrano A.C., o Rosario A.C., o Alumni, o Quilmes, e o Newell's Old Boys.
A evidência da influência dos ingleses no futebol argentino pode ser vista nos nomes dos clubes e na tradição de dar nomes ingleses aos clubes, embora eles não tenham sido fundados por imigrantes britânicos. Alguns exemplos são Boca Juniors, River Plate, All Boys, Racing Club, Chaco For Ever.

## Religião
A maioria dos argentinos de ascendência inglesa que reivindicam uma religião são católicos, em vez de denominações principalmente protestantes que predominam na Inglaterra devido à conversão ou ao casamento com argentinos não ingleses. A Igreja Anglicana da América do Sul reivindica um número de membros de aproximadamente 25.000, a maioria vivendo na Argentina, mas incluindo membros em países vizinhos.

### Igreja Anglicana na Argentina
As igrejas anglicanas foram estabelecidas na Argentina, onde a religião é predominantemente católica, no início do século XIX para oferecer um serviço de capelania aos trabalhadores expatriados que viviam na Argentina. Em 1824, foi dada permissão para a realização de cultos anglicanos e, em 1831, a Igreja de São João foi construída em San Nicolás, Buenos Aires em um terreno doado em 1830 pelo governador Juan Manuel de Rosas para o benefício da nova Igreja Anglicana de São João Batista. É a mais antiga existente em Buenos Aires.
Capitão naval inglês e missionário cristão, Allen Gardiner fundou a Missão Patagônia (mais tarde renomeada Sociedade Missionária Sul-Americana) em 1844 para recrutar, enviar e apoiar missionários cristãos protestantes. Sua primeira missão, que incluía um cirurgião e três pescadores, foi enviada aos Yaganes na Ilha Grande da Terra do Fogo. Eles chegaram à ilha de Picton, na Terra do Fogo, em dezembro de 1850, mas a comida começou a se esgotar; os suprimentos que esperavam não chegaram e, em setembro de 1851, eles morreram de doenças diversas e fome. A Missão Patagônia continuou e, em 1854, mudou seu nome para Sociedade Missionária Sul-Americana.
Em janeiro de 1869, a Sociedade estabeleceu uma missão em Ushuaia, na Terra do Fogo, sob o comando de seu superintendente, Waite Hockin Stirling. Em 21 de dezembro de 1869, Stirling foi nomeado na Abadia de Westminster como o primeiro Bispo das Ilhas Malvinas e, na época, tinha autoridade episcopal sobre toda a América do Sul, até que o poder foi transferido para o Bispo de Buenos Aires. Em 1914, a primeira missão, Misión Chaqueña, foi fundada no norte da Argentina.
A Diocese Anglicana da Argentina faz parte da Igreja Anglicana da América do Sul e é chefiada pelo atual Bispo de Buenos Aires.

## Pessoas notáveis
- Carlos Babington - ex-jogador de futebol. Conhecido como "El Inglés" (O Inglês).
- Hilda Bernard - atriz.
- Jorge Luis Borges - autor e poeta; sua avó era de origem inglesa.
- Eduardo Bradley - aviador.
- Lucas Bridges - autor e explorador.
- Chris de Burgh - cantor.
- Rodolfo Enrique Fogwill - autor e sociólogo.
- Donald Forrester - jogador de críquete.
- John Godwin - oficial da Marinha Real.
- Andrew Graham-Yooll - editor.
- Trevor Grove - jornalista e editor de jornal.
- Soto Grimshaw - naturalista e explorador.
- Diego Hartfield - jogador de tênis.
- Juan Enrique Hayes - jogador de futebol.
- Leonardo Henrichsen - fotojornalista.
- Mariano Hood - jogador de tênis.
- Juan Carlos Howard - pianista e compositor de tango.
- William Henry Hudson - autor e naturalista.
- Martita Hunt - atriz.
- Olivia Hussey - atriz.
- Lewis Lacey - jogador de polo.
- Roberto M. Levingston - Presidente da Argentina de 18 de junho de 1970 a 21 de março de 1971.
- Carlos Micháns - compositor.
- Francisco Moreno - explorador e geógrafo. Sua mãe, Juana Thwaites, era de ascendência inglesa.
- Isaac Newell - fundador do clube de futebol Newell's Old Boys.
- Olga Casares Pearson - atriz.
- Carlos Pellegrini - Presidente da Argentina de 6 de agosto de 1890 a 12 de outubro de 1892. Sua mãe, María Bevans Bright, era de origem inglesa.
- Julio Porter - roteirista e diretor de cinema.
- Peter Prescott (advogado) - Conselheiro do Rei.
- Jorge Pullin - físico.
- Elena Roger - atriz.
- Collier Twentyman Smithers - pintor de retratos, figuras e rústico.
- René Strickler - ator.
- Anya Taylor-Joy - atriz.
- Martín Jacobo Thompson - oficial da marinha e patriota, fundador da Prefeitura Naval Argentina.
- María Elena Walsh - escritora de literatura infantil e cantora.
- Eduardo Wilde - médico, político e escritor.
- Amancio Williams - arquiteto.

## Galeria

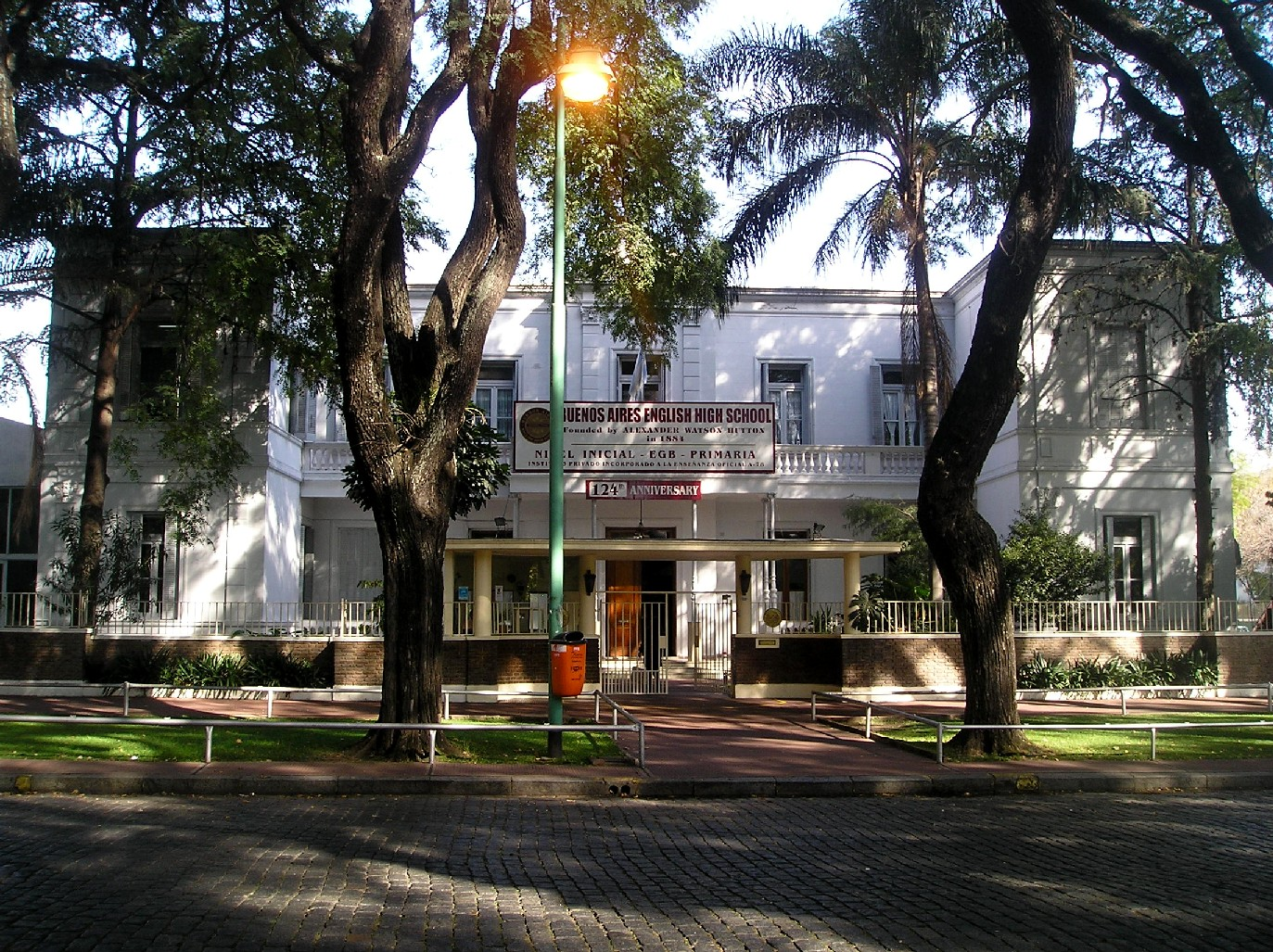
Buenos Aires English High School.
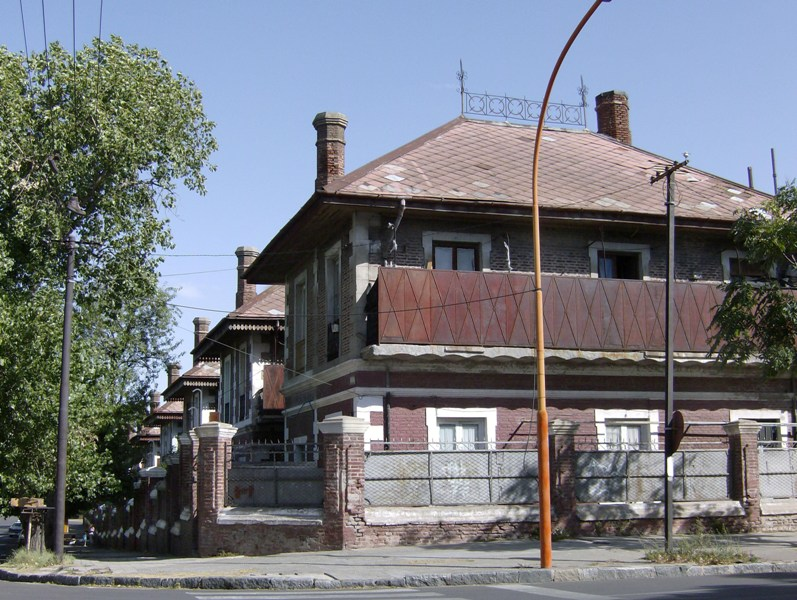
Vista do bairro "New Liverpool" da cidade de Bahía Blanca.
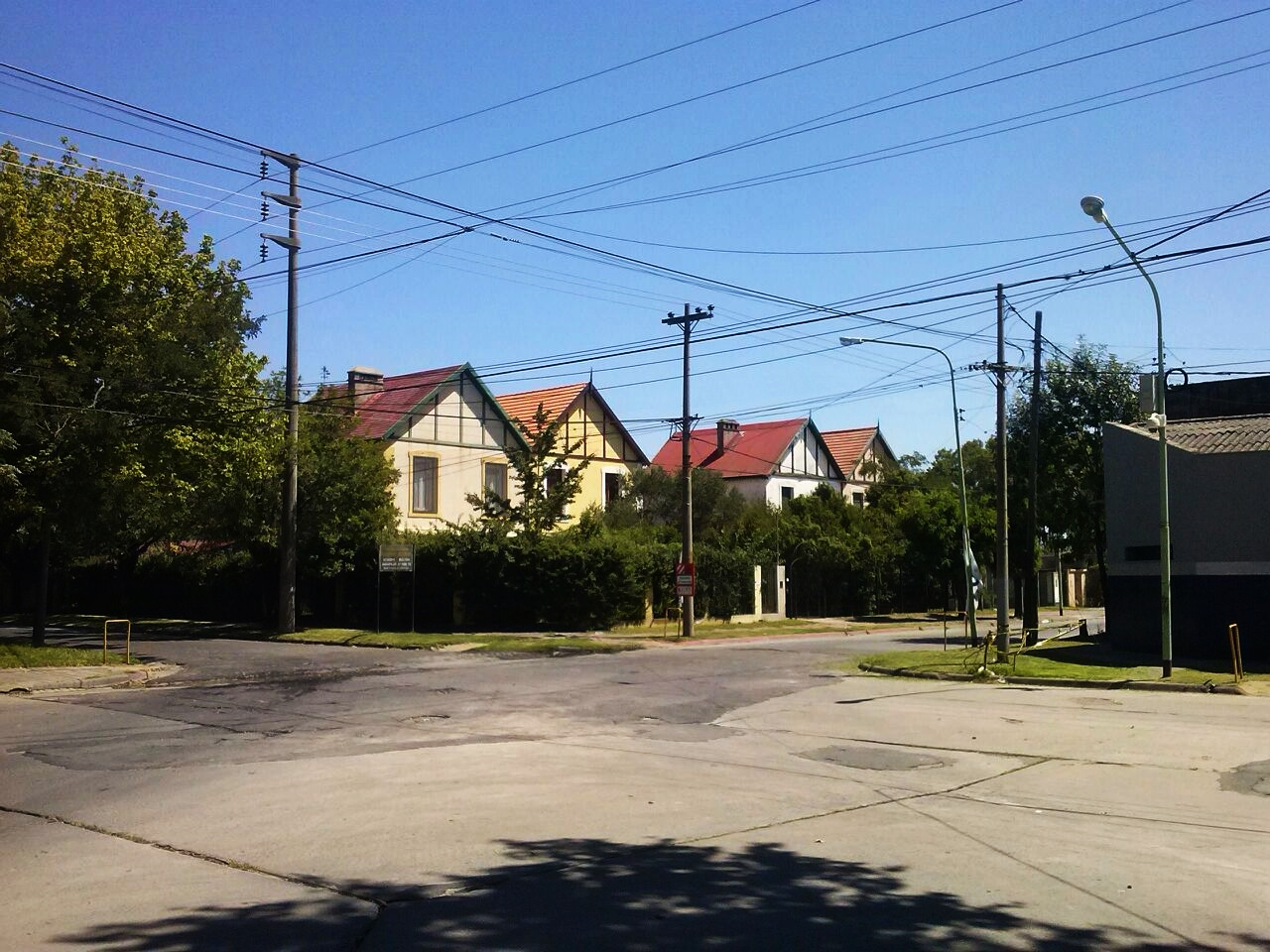
Entrada para o Bairro Inglês da cidade de Campana.
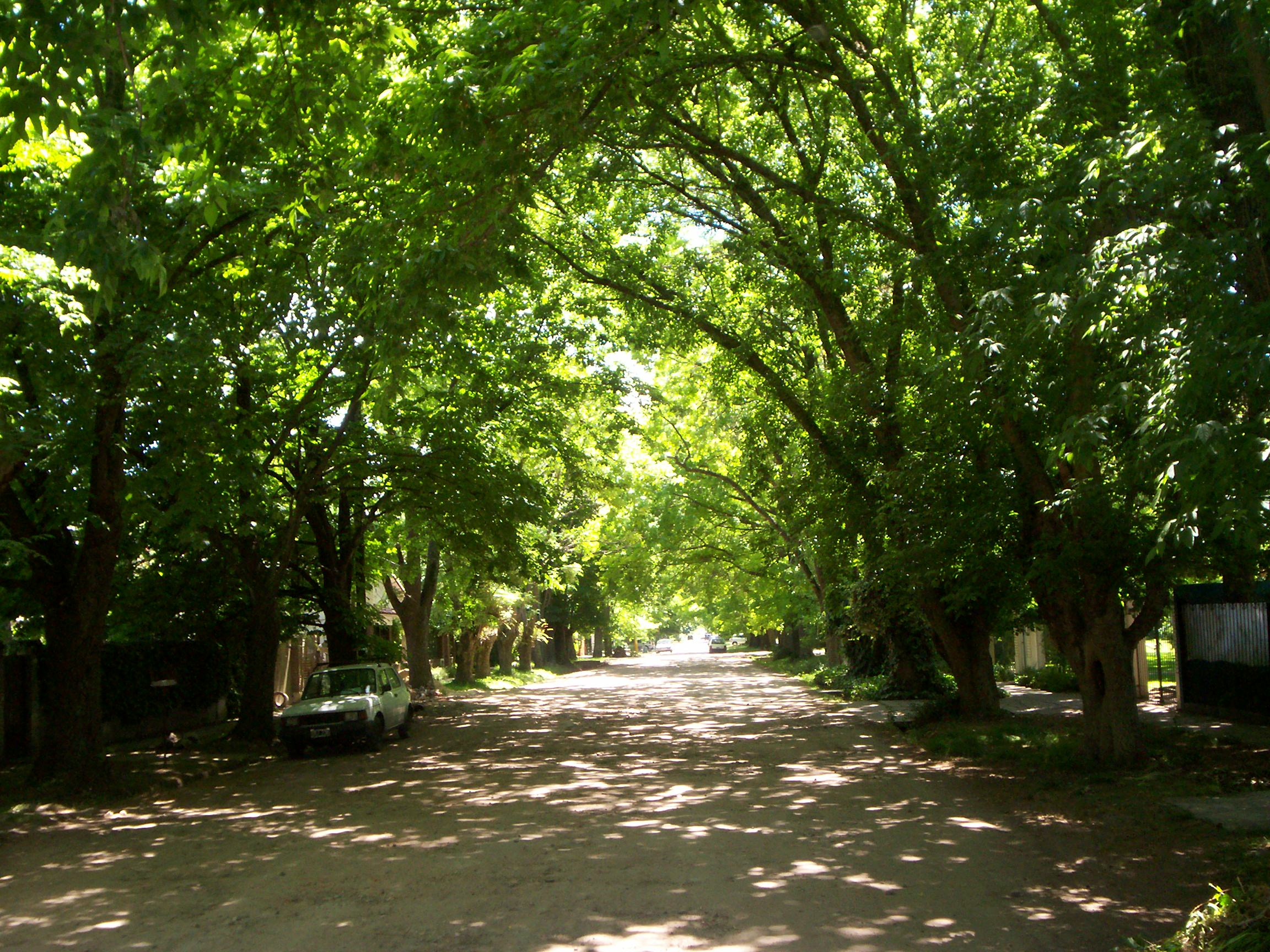
Rua arborizada em City Bell.